# جورج كونروت
جيوجي كونوسي كونروت أو المعروف باسم جورج كونروت هو عسكري سابق من فيجي ويشغل منصب رئيس فيجي الحالي. ولد في روتوما في 26 ديسمبر 1947. شغل منصب الرئيس في 12 نوفمبر 2015 خلفا لإبيلي نايلاتيكاو.
شغل منصب قائد في قوات حفظ السلام في لبنان ثم شغل منصب المفوض السامي إلى أستراليا للفترة من 2001 إلى 2006 ثم منصب وزير الهجرة لفترة قصيرة عام 2006 ثم منصب وزير فرض العمل والانتاجية والعلاقات الصناعية للفترة من 2014 إلى 2015.
يعد جورج كونروت أول رئيس لفيجي ليس من أصل فيجي.